# Ďurďové
Ďurďové (hongrois : Gergőfalva) est un village de Slovaquie situé dans la région de Trenčín.

## Histoire
La première mention écrite du village date de 1393.

## Démographie

### Évolution de la population
| Année:               | 1994. | 2004.   | 2014.    | 2024.   |
| -------------------- | ----- | ------- | -------- | ------- |
| Nombre de personnes: | 182   | 192     | 151      | 165     |
| Différence:          |       | +5,49 % | -21,35 % | +9,27 % |

| Année:               | 2023. | 2024.   |
| -------------------- | ----- | ------- |
| Nombre de personnes: | 160   | 165     |
| Différence:          |       | +3,12 % |